# Ficus angolensis
Ficus angolensis là một loài thực vật có hoa trong họ Moraceae. Loài này được Warb. mô tả khoa học đầu tiên.